# Ujungnegoro
Ujungnegoro is een bestuurslaag in het regentschap Batang van de provincie Midden-Java, Indonesië. Ujungnegoro telt 6572 inwoners (volkstelling 2010).